# فرودگاه مونیخ-ریم
فرودگاه مونیخ-ریم (به انگلیسی: Munich-Riem Airport) (به زبان بومی: Flughafen München-Riem) یک فرودگاه همگانی است که یک باند فرود بتن دارد و طول باند آن ۲۸۰۴ متر است. این فرودگاه در شهر مونیخ کشور آلمان قرار دارد .